# چاه‌بردی
چاه‌بردی، روستایی است از توابع بخش مرکزی شهرستان گناوه استان بوشهر ایران.
اسماعيلي، امیری ، احمدزاده، حیاتی ونیک‌پرست از خانواده‌های اصلی چاهبردی میباشند و بیژنی، سهیلی، فرهادی از خانواده‌های ساکن در این روستا می‌باشند که از روستای احمدحسین بلوک لیراوی به این روستا مهاجرت کرده‌اند.

## جمعیت
این روستا در دهستان حیات داوود قرار دارد و بر اساس سرشماری سال ۱۳۸۵ آمار رسمی جمعیت آن ۵۷۵ نفر (۱۲۲ خانوار) بوده و طبق سرشماری سال ۱۳۹۵ جمعیت آن ۶۹۹ نفر می‌باشد.